# Денщик Валерій Анатолійович
Вале́рій Анато́лійович Денщи́к (*14 березня 1956 — †16 січня 2010) — український природоохоронець. Кандидат біологічних наук, іхтіолог, еколог.

## Біографічні відомості
В 11 років осиротів. Закінчив Харківський державний університет у 1978 р. З 1983 р. працював в Луганському педінституті (нині Луганський національний університет ім. Т. Шевченка), де викладав на кафедрі зоології, а після об'єднання низки кафедр (у 1997 р.) — на кафедрі біології. Був в аспірантурі (дисертація 1994 р.) та в докторантурі (бл. 2002–2005 р.) при Інституті зоології ім. І. Шмальгаузена НАН України. Працював протягом 1-2 років в м. Керч.
За виданням «Довідник фахівців, що працюють в галузі охорони та вивчення біорізноманіття України» ([недоступне посилання з вересня 2019]: сторінка сайту створена у 2008–2010 рр.), маємо такий запис: «прізвище — Денщик, ім*я — Валерій, ПБ — Анатолійович; наук. ступінь/звання — Доктор наук; місце роботи, посада — Південний науково-дослідний інститут рибного господарства, спеціалізація — Біорізноманіття, аквакультури, рибальство Чорного моря; Біорізноманіття Луганщини. область — АРК, нп — Керч, адреса — вул. Свердлова, 2, індекс — 98300».
Останні 5-7 років постійно проживав і працював в Луганську. Батько двох дітей. Син В. А. Денщика — Андрій — працює в тій самій галузі, що і батько: іхтіологом та природоохоронцем, в Луганській обласній рибінспекції.

## Наукові дослідження і педагогічна діяльність
Денщик починав свою професійну діяльність як зоолог.
Він добре знав фауну Придінців'я і протягом понад 10 років докладно досліджував іхтіофауну середньої течії Сіверського Дінця. Ці дослідження стали основою його дисертації, захищеної в Інституті зоології НАН України 1994 року за темою «Фауна рыб бассейна среднего течения Северского Донца».
Після захисту дисертації Валерій Денщик того ж 1994 року прийшов на роботу в Луганський педінститут (нині Луганський національний університет імені Тараса Шевченка). Тут він замістив свого старшого колегу-пенсіонера Сергія Панченка і викладав зоологічні дисципліни спочатку на кафедрі зоології, а згодом (після об'єднання кафедр зоології й ботаніки) — на кафедрі біології Природничо-географічного факультету.
Як додаткове навантаження і на громадських засадах кілька років був завідувачем біостанції «Ново-Ільєнко» (у тому числі 2001 року).
В. А. організував видання «Червоної книги рослин Луганської області», яку було видано за його власні кошти. Одним з перших в Україні зайнявся роботою зі створення кадастрів живої природи з застосуванням комп'ютерних технологій.
Близько 2000 року В. А. поступив в докторантуру в Інститут зоології НАН України (керівник-консультант проф. Ігор Акімов). Проте, невдовзі, отримавши запрошення на роботу в м. Керч, покинув докторантуру і поїхав туди, де обійняв посаду директора Південного науково-дослідного інституту морського рибного господарства та океанографії. Ця робота, близька за фахом (іхтіологія), виявилася тяжкою за змістом і дуже віддаленою від іхтіології. Тому приблизно за рік Денщик покинув цю ідею і повернувся до Луганська.
При зоологічному музеї ЛНУ (в одному з підсобних приміщень) довгий час зберігалася достатньо обсяжна колекція риб з басейну Дінця, в цілому близько 320 банок з докладно етикетованными зразками, зібраними В. Денщиком під час підготовки ним кандидатській дисертації (Денщик, 1994). Ця колекція була абсолютно занедбана і були ризики її втрати. У травні 2009 р., коли В. А. був дуже хворим і повідомив колег, що до неї вже ніколи не збирається повертатися, стало питання щодо подальшої долі цього наукового спадку. Врешті, за домовленістю І. Загороднюка (зоолога з цього ж університету) з київськими колегами і при згоді В. А. Денщика і керівництва університету цю колекцію в повному обсязі було передано на збереження разом з журналом обліку зразків до іхтіологічних фондів Національного науково-природничого музею НАН України.
В блоках його учнів і друзів також згадується велика колекція коралів, передана ним до Києва, та зразки морських риб, які він дарував друзям і учням 

## Громадська і природоохоронна діяльність
Ще в стінах університету, працюючи на кафедрі біології, В. А. разом з кількома соратниками виокремився в Лабораторію кадастру, яка займалася екологічними проектами, у тому числі під егідою відомої в той час всеукраїнської громадської організації «Зелений Світ», яку він представляв як «Луганське відділення Зеленого Світу». З близько 2003 року В. А. припинив педагогічну практику і цілком занурився в роботу Лабораторії Кадастру, якою керував і яка на той час була вже в статусі ПП, яке обслуговувало великі проекти у частині екологічних експертиз: ТОВ «Лабораторія кадастру природних ресурсів, об'єктів та територій». В цьому проявився новий талант В. А. як організатора потужних екологічних рухів і як борця за обов'язковість неформальних екологічних експертиз та особливо.
Денщик став ініціатором створення понад 10-ти природоохоронних територій в Луганській та Донецькій областях, в тому числі двох Рамсарських водно-болотних угідь; керівником розробки трьох проектів організації території регіональних ландшафтних парків «Донецький Кряж», «Клебан-Бик», «Зуївський»; перспективного плану експлуатації та охорони Клебан-Бикського водосховища та геологічної пам'ятки природи Дружківські скам'янілі дерева; обласних програм з моніторингу і збереження біорізноманіття, розвитку рибного господарства.
Денщик очолював Луганську обласну організацію «Зелений Світ» з року створення УЕА, а також декілька спеціалізованих громадських рад на Луганщині, був ініціатором створення та Головою Асоціації рибопромисловців Донбасу, директором Лабораторії кадастру природних ресурсів об'єктів і територій, був членом Громадянської Асамблеї України.
Вершиною природоохоронної діяльності Денщика стало прийняття Луганською облрадою «Обласної програми охорони навколишнього природного середовища в 2006–2010 роках». На жаль, величезні переживання з цього приводу стали початком важкої хвороби. В. А. відчув зле прямо на сесії облради, після якої потратив в реанімацію, і вже після цього не практично виходив з лікарняного. Відвідував Лабораторію, підписував необхідні документи щодо проектів Лабораторії, проте до активної праці так і не зміг повернутися.

## Творча діяльність. Друзі і колеги
Окрім професійної діяльності, В. А. Денщик захоплювався малюванням, як олівцем, так і маслом, і колеги могли бачити в його лабораторії численні великорозмірні картини, намальовані ним власноруч. В. А. не був публічною людиною, і його творчість залишалася мало знайомою навіть колегам.
В останній рік життя В. А. часто повертався до спогадів і почав відтворювати їх у текстах, які сам набирав на комп'ютері. Чистина цих спогадів, переважно про дитинство, була розіслана колегам електронною поштою, проте дотепер ніким вони не впорядковані. Ці тексти за своїм змістом, словом та ілюстраціями є не просто біографічними нарисами, а доволі цікавими спогадами творчої людини про непрості кроки становлення особистості, про шлях вперед людини, яка ніколи ні в чому не мала прикриття ні від батьків, ні від родичів чи колег. Борця, який все брав щоденною важною працею, не забуваючи при цьому помічати і відкладати в своїй пам'яті важливі спостереження про людські риси і стосунки, про віхи в житті власному і житті громади і країни, в якій жив.
Маючи обмежене коло друзів, він ними дорожив, і особливу увагу приділяв своєму давньому приятелю Володимиру Сулику, неперевершеному мисливцю, натуралісту і таксидермісту, з яким В. А. провів чимало спільних виїздів у природу, і з яким впорядкував новий «Список хребетних Луганської області» (2000). Проводячи левову частку свого часу на роботі і вдома з книгами і комп'ютером, а також через свій непростий характер борця-одинака, який сформувався у нього з дитинства, В. А. Денщик не обріс великим колом друзів, і більшість його контактів мали діловий характер. Тим боліснішою для нього стала смерть В. Сулика (бл. 2003 р.), через якого він зберігав свої все рідкісніші контакти з практичним природознавством, від якого він все далі віддалявся, занурючись у прикладну екологію.
По собі дослідник та природоохоронець В. А. Денщик залишив визначні пам'ятки: унікальні зоологічні колекції та створені і обґрунтовані ним численні заповідні об'єкти і території, перелічені вище.

## Публікації В.А.Денщика
Автор наукових статей, методичних посібників і довідників. Перелік праць наводиться за базою даних І. Загороднюка «Бібліографія щодо хребетних тварин Луганщини», бібліографію подано в хронологічному порядку:
- Денщик В. А., Самчук Н. Д. Находки многоиглой колюшки южной — Pungitius platygaster platygaster (Kessler) в басейне Северского Донца // Вестн. зоологии. — 1990. — № 6. — С. 39.
- Мовчан Ю. В., Денщик В. А. Первая находка гольяна обыкновенного — Phoxinus phoxinus (Linnaeus)(Pisces, Cyprinidae) в бассейне Северского Донца // Вестн. зоологии. — 1992а. — № 1. — С. 84.
- Мовчан Ю. В., Денщик В. А. Первая находка тюльки — Clupeonella cultriventris (Nordmann) (Pisces, Cyprinidae) в бассейне Северского Донца // Вестн. зоологии. — 1992б. — № 2 — С. 86.
- Денщик В. А. Современное состояние фауны рыб басейна среднего течения Северского Донца : Автореф. дис. … канд. биол. наук / Інститут зоології НАН України. — Спеціальність 03.00.08 — зоологія. — Киев, 1994. — 24 с.
- Денщик В. А. Фауна рыб бассейна среднего течения Северского Донца. — Киев, 1994. — 40 с. (Препринт / НАН Украины. Институт зоологии).
- Денщик В. А. Состояние фауны рыб как показатель общей экологической обстановки Донбасса и прилежащих территорий // Вестник зоологии. — 1996. — № 1-2. — С. 27-37.
- Денщик В. А. Игла черноморская (Syngnatus nigrolineatus Eichwald) в бассейне Северского Донца // Вестн. зоологии. — 1997. — № 1-2. — С. 32.
- Денщик В. А. Рыбохозяйственный кадастр как основа инвентаризации фауны рыб (на примере бассейна среднего течения Северского Донца) // Перспективы пресноводной аквакультуры в Центральной и Восточной Европе: достижения и перспективы. Материалы международной научно-практической конференции 18-21 сентября 2000 г. — Киев, 2000. — С.172-174.
- Панченко С. Г., Самчук Н. Д., Денщик В. А. Современное состояние фауны позвоночных Луганской области // Вісн. Луган. держ. пед. ун-ту імені Тараса Шевченка. — 2000. — № 3. — С. 161–179.
- Денщик В. А., Сулик В. Г. Список хребетних Луганської області (Довідник-посібник для студентів природничо-географічного факультету). — Луганськ, 2000. — 50 с.
- Сулик В. Г., Денщик В. А. Огарь на востоке Украины // Вісн. Луганського пед. ун-ту. 2000. — № 11. — С. 72-76.
- Денщик В. А., Косогова Т. М., Сулик В. Г., Маслова В. Р. Флора та фауна заказника «Шарів Кут» // Заповідна справа в Україні на межі тисячоліть (Мат-ли Всеукр. заг.-теор. і наук.-практ. конф.). — Канів, 1999. — С. 116–117.
- Кононов И. Ф., Кононова Н. Б., Денщик В. А. Кризис и самоорганизация. Шахтерские города и поселки Донбасса в период реструктуризации угольной промышленности: социальное и экологическое измерения. — Луганск: Альма-матер, 2001. — 144 с. (розділ, написаний В. Денщиком: «Экологические последствия массового закрытия шахт в Луганской области»  [Архівовано 11 червня 2013 у Wayback Machine.])
- Рідкісні рослини Луганської області (довідник). — Луганськ, 2002. — 20 с.  [Архівовано 4 березня 2016 у Wayback Machine.]
- Денщик В. А. Характеристика структур, отвественных за контроль и управление рыбным хозяйством Сиваш перечень региональных добывающих организаций: Аналитический отчет по проекту «Сиваш». — 2003. — 24 с.
- Рішення № 32/21 від 03.12.2009 р. Про затвердження Переліку видів рослин, не занесених до Червоної книги України, що підлягають особливій охороні на території Луганської області
- Денщик В., Рибніков С., Рибнікова Н. Деякі формальні методи підвищення прозорості процедури оперативного фінансування природоохоронних заходів // Відповідальна економіка (науково-популярний альманах). — 2010. — Випуск 2. — С. 57-64.  [Архівовано 10 червня 2012 у Wayback Machine.]